# Коле (Ријети)
Коле је насеље у Италији у округу Ријети, региону Лацио.
Према процени из 2011. у насељу је живело 74 становника. Насеље се налази на надморској висини од 446 м.